# Volksabstimmung in Dänemark über die Aufhebung des Verteidigungsvorbehalts

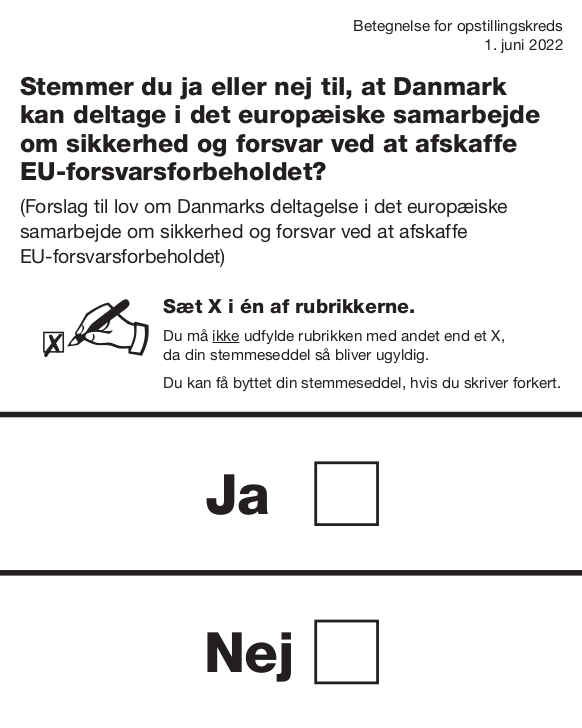
Stimmzettel

Am 1. Juni 2022 fand in Dänemark eine Volksabstimmung über die Aufhebung des Verteidigungsvorbehalts statt. Der sogenannte Verteidigungsvorbehalt (dänisch forsvarsforbeholdet) war eine Klausel im Vertrag von Maastricht, die Dänemark von der Verpflichtung zur Teilnahme an einer gemeinsamen Verteidigungspolitik der Europäischen Union freistellte.
Das obligatorische Referendum fand vor dem Hintergrund der russischen Aggression gegen die Ukraine statt und die dänischen Wähler stimmten mit überraschend deutlicher Mehrheit für die Aufhebung des Verteidigungsvorbehalts.

## Dänische Vorbehaltsregelungen im Vertrag von Maastricht
Im Jahr 1992 wurde der Vertrag von Maastricht unterzeichnet, der einen engeren Zusammenschluss der Staaten der Europäischen Gemeinschaft (EG) zur Europäischen Union (EU) beinhaltete. Der Vertrag sah die Einführung einer Wirtschafts- und Währungsunion (unter anderem eine gemeinsame Währung „Euro“) sowie einer gemeinsamen Außen- und Sicherheitspolitik vor. In einigen Ländern der Europäischen Gemeinschaft bestand jedoch eine relativ skeptische Grundstimmung gegenüber diesem „europäischen Zentralismus“. Im Vereinigten Königreich sorgte der eigentlich europafreundliche Premierminister John Major dafür, dass das Vereinigte Königreich unter anderem von der Verpflichtung zur Teilnahme an der gemeinsamen Währungsunion und der gemeinsamen Wirtschafts- und Sozialpolitik sowie vom Schengener Abkommen ausgenommen wurde. In Dänemark fand am 2. Juni 1992 eine obligatorische Volksabstimmung (Verfassungsreferendum) statt, in der die Abstimmenden mit sehr knapper Mehrheit von 50,7 % den Vertragsentwurf ablehnten. Im Abkommen von Edinburgh 1992, das in den folgenden Monaten ausgehandelt wurde, wurden Dänemark Zugeständnisse gemacht; einzelne Punkte des Vertrags von Maastricht waren nach dem neuen Vertragsentwurf für Dänemark nicht mehr verpflichtend, sondern nur noch optional (Opt-out-Regelungen). Dies betraf die Europäische Wirtschafts- und Währungsunion, die gemeinsame Sicherheits- und Verteidigungspolitik, die polizeiliche und justizielle Zusammenarbeit in Strafsachen und die Unionsbürgerschaft. In einer zweiten Volksabstimmung am 18. Mai 1993 stimmten 56,7 % der dänischen Wähler dem geänderten Vertrag von Maastricht zu, der daraufhin auch in Dänemark Rechtskraft erlangte.
In der folgenden Zeit weichte sich die dänische Position einer kategorischen Ablehnung allmählich etwas auf. In der Volksabstimmung vom 28. September 2000 lehnten 53 % der Abstimmenden den Beitritt Dänemarks zur Eurozone ab. Im Jahr 2007 kündigte Premierminister Anders Fogh Rasmussen ein neues Euro-Referendum an, das dann allerdings nicht stattfand. Im Vertrag von Lissabon 2007 rückte Dänemark von seiner Position des pauschalen Opt-out ab und nahm eine Politik der Fall-zu-Fall-Entscheidungen an. Rasmussens Amtsnachfolger Lars Løkke Rasmussen visierte 2009 eine Volksabstimmung über die dänischen Ausnahmeregelungen an, was aber ebenfalls nicht in die Tat umgesetzt wurde. Auch unter Premierministerin Helle Thorning-Schmidt und ab 2015 erneut Lars Løkke Rasmussen blieb es bei entsprechenden Absichtserklärungen.
Meinungsumfragen suggerierten, dass die dänische Wählerschaft hinsichtlich der einzelnen Opt-out-Regelungen uneinheitlicher Meinung war. In Bezug auf die Einführung des Euro zeigten sich die Wähler gespalten und meist überwiegend ablehnend, während eine Mehrheit der Befragten eine Teilnahme Dänemarks an der EU-Verteidigungspolitik befürwortete.

## Vor dem Referendum
| Ja | Nein                                                                                     |
| --- | ---------------------------------------------------------------------------------------- |
| Sozialdemokraten Radikale Venstre Konservative Volkspartei Sozialistische Volkspartei Veganerpartiet Liberal Alliance Christdemokraten Moderaterne Venstre Alternativet | Neue Bürgerliche Volksbewegung gegen die EU Dänische Volkspartei Rot-Grüne Einheitsliste |

Die Stimmung im Land und in der Politik änderte sich grundlegend mit den russischen Drohgebärden gegenüber der Ukraine und der ab dem 24. Februar 2022 begonnenen russischen Invasion in die Ukraine. Am 6. März 2022 wurde ein „Nationaler Kompromiss zur dänischen Sicherheitspolitik“ verabschiedet, in dem die regierenden Sozialdemokraten, Venstre, die Sozialistische Volkspartei, Radikale Venstre und die Konservative Volkspartei erklärten, dass die europäische Sicherheit bedroht sei und die dänische Verteidigungsfähigkeit gestärkt werden müsse. Die beteiligten Parteien verpflichteten sich, die Rüstungsausgaben bis zum Jahr 2033 auf ein Niveau von 2 Prozent des Bruttoinlandsprodukts zu steigern und eine Volksabstimmung zur Abschaffung des Verteidigungsvorbehalts anzusetzen, die Dänemark in einen europäischen Verteidigungsverbund einbinden sollte. Auch die Abhängigkeit von russischen Erdgaslieferungen sollte verringert werden.

## Frage bei der Volksabstimmung
Die Abstimmung wurde am 1. Juni 2022 abgehalten. Die gestellte Frage lautete:

„Stemmer du ja eller nej til, at Danmark kan deltage i det europæiske samarbejde om sikkerhed og forsvar ved at afskaffe EU-forsvarsforbeholdet?
(Forslag til lov om Danmarks deltagelse i det europæiske samarbejde om sikkerhed og forsvar ved at afskaffe EU-forsvarsforbeholdet)“

„Stimmen Sie mit Ja oder Nein dafür, dass sich Dänemark an der europäischen Zusammenarbeit im Bereich Sicherheit und Verteidigung beteiligt, indem es den EU-Verteidigungsvorbehalt abschafft?
(Vorschlag für ein Gesetz über die Beteiligung Dänemarks an der Europäischen
Zusammenarbeit bei Sicherheit und Verteidigung durch Abschaffung des EU-Verteidigungsvorbehalts)“

## Ergebnisse

Ergebnisse nach Aufstellungswahlkreisen (Prozent Ja-Stimmen)

Nach dem amtlichen Endergebnis stimmten 1.848.242 Personen (66,9 %) für die Aufhebung des Verteidigungsvorbehalts und 915.717 (33,1 %) dagegen. Die Wahlbeteiligung lag bei 65,77 %.
| Abstimmung                 | Zahl      | Prozent |
| -------------------------- | --------- | ------- |
| JA                         | 1.848.242 | 66,9 %  |
| NEIN                       | 915.717   | 33,1 %  |
| Gültige Stimmen            | 2.763.959 |         |
| Leere Stimmzettel          | 32.739    |         |
| Andere ungültige Stimmen   | 5.819     |         |
| Ungültige Stimmen gesamt   | 38.558    |         |
| Abgegebene Stimmen gesamt  | 2.802.517 |         |
| Quelle: Danmarks Statistik |           |         |

## Reaktionen
In einer Reaktion auf das Abstimmungsergebnis nannte Ministerpräsidentin Mette Frederiksen das Ergebnis ein „sehr wichtiges Signal“ an Dänemarks Verbündete in der NATO und in Europa und auch an den russischen Präsidenten Putin. EU-Ratspräsident Charles Michel sprach von einer „historischen Entscheidung“ und EU-Kommissionspräsidentin Ursula von der Leyen zeigte sich überzeugt, dass sowohl Dänemark als auch die EU „von der Entscheidung profitieren“ würden.